# Liste der Baudenkmäler in Haselbach (Niederbayern)

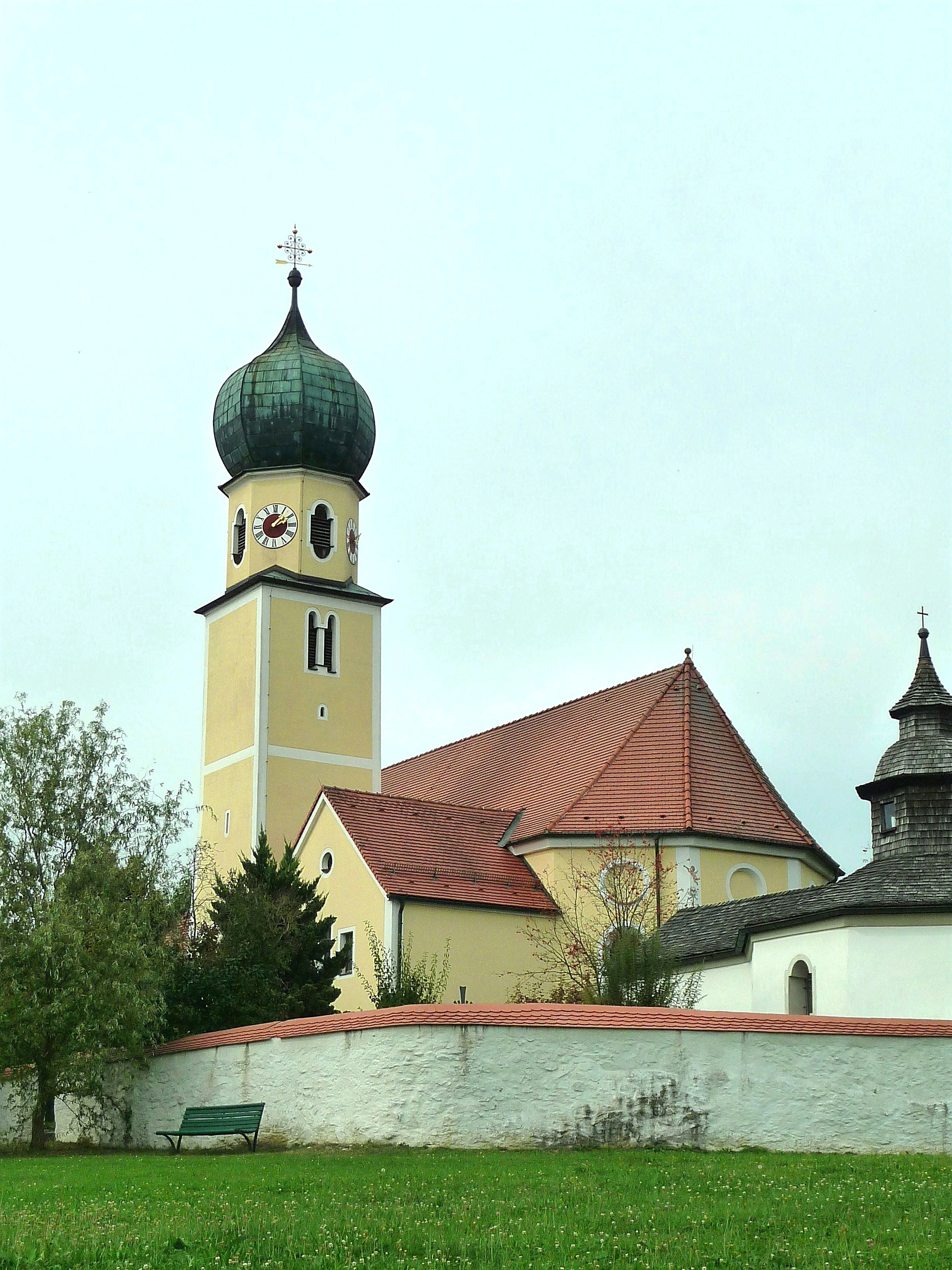
Kirche und Kapelle in Haselbach

Auf dieser Seite sind die Baudenkmäler in der niederbayerischen Gemeinde Haselbach zusammengestellt. Diese Tabelle ist eine Teilliste der Liste der Baudenkmäler in Bayern. Grundlage ist die Bayerische Denkmalliste, die auf Basis des Bayerischen Denkmalschutzgesetzes vom 1. Oktober 1973 erstmals erstellt wurde und seither durch das Bayerische Landesamt für Denkmalpflege geführt wird. Die folgenden Angaben ersetzen nicht die rechtsverbindliche Auskunft der Denkmalschutzbehörde.

## Baudenkmäler nach Ortsteilen

### Haselbach
| Lage                             | Objekt                               | Beschreibung                                                                                     | Akten-Nr.             | Bild           |
| -------------------------------- | ------------------------------------ | ------------------------------------------------------------------------------------------------ | --------------------- | -------------- |
| Straubinger Straße 17 (Standort) | Kirche St. Jakobus der Ältere        | Neubau 1713 ff.; mit Ausstattung Turmuntergeschoss romanisch Friedhofsmauer, 17./18. Jahrhundert | D-2-78-134-1 Wikidata | weitere Bilder |
| Straubinger Straße 17 (Standort) | Kapelle, sogenannte Totentanzkapelle | Achteckiger Zentralbau mit Vorhalle und Dachreiter, erbaut um 1670; mit Ausstattung              | D-2-78-134-2 Wikidata | weitere Bilder |

### Auried
| Lage                | Objekt             | Beschreibung                                                                               | Akten-Nr.             | Bild |
| ------------------- | ------------------ | ------------------------------------------------------------------------------------------ | --------------------- | ---- |
| Auried 5 (Standort) | Hierzu Traidkasten | Obergeschoss-Blockbau, zwei verbretterte Schrote, bemalte Balkenköpfe, bezeichnet mit 1781 | D-2-78-134-3 Wikidata | BW   |

### Bayerischbühl
| Lage                        | Objekt       | Beschreibung | Akten-Nr.              | Bild |
| --------------------------- | ------------ | --- | ---------------------- | ---- |
| Bayrischbühl 1 a (Standort) | Ausnahmshaus | Waldlertyp mit Blockbau-Kniestock, erste Hälfte 19. Jahrhundert                                                                                       | D-2-78-134-27 Wikidata | BW   |
| Bayrischbühl 2 (Standort)   | Einzelhof    | Bauernhaus mit Blockbaugiebel und Kniestock, Anfang 19. Jahrhundert Hierzu Ausnahmshaus, Waldlertyp mit Blockbau-Kniestock, 1. Hälfte 19. Jahrhundert | D-2-78-134-4 Wikidata  | BW   |

### Dammersdorf
| Lage                     | Objekt                     | Beschreibung | Akten-Nr.             | Bild           |
| ------------------------ | -------------------------- | --- | --------------------- | -------------- |
| Dammersdorf 9 (Standort) | Ehemaliges Kleinbauernhaus | Waldlertyp, eineinhalbgeschossiger Blockbau, zum Teil übertüncht, mit Giebelschrot, wohl Anfang 19. Jahrhundert | D-2-78-134-5 Wikidata | BW             |
| Weinbergfeld (Standort)  | Wegkapelle                 | Erste Hälfte 19. Jahrhundert, westlich des Ortes im sogenannten Weinbergfeld                                    | D-2-78-134-7 Wikidata | weitere Bilder |

### Dürrmaul
| Lage           | Objekt  | Beschreibung                                                  | Akten-Nr.             | Bild    |
| -------------- | ------- | ------------------------------------------------------------- | --------------------- | ------- |
| Edt (Standort) | Kapelle | aus der zweiten Hälfte 19. Jahrhundert, am südlichen Ortsrand | D-2-78-134-9 Wikidata | Kapelle |

### Edt
| Lage             | Objekt        | Beschreibung | Akten-Nr.              | Bild |
| ---------------- | ------------- | --- | ---------------------- | ---- |
| Edt 2 (Standort) | Waldlerhaus   | Mit Blockbau-Oberteil und Giebelschrot, Ende 17. Jahrhundert Backofen unter Flachdachüberbau, 18./19. Jahrhundert                                                                             | D-2-78-134-10 Wikidata | BW   |
| Edt 3 (Standort) | Wohnstallhaus | Mit Blockbau-Obergeschoss, bezeichnet mit 1849 Nebengebäude mit hohem Zwiebel-Dachreiter, erste Hälfte 19. Jahrhundert Eingebauter Traidkasten, 18./19. Jahrhundert; zugehörig zu Vierseithof | D-2-78-134-11 Wikidata | BW   |

### Einstück
| Lage                    | Objekt     | Beschreibung                         | Akten-Nr.              | Bild |
| ----------------------- | ---------- | ------------------------------------ | ---------------------- | ---- |
| Ehefurtleite (Standort) | Wegkapelle | Mit Ausstattung, 18./19. Jahrhundert | D-2-78-134-12 Wikidata | BW   |

### Großaich
| Lage                  | Objekt      | Beschreibung                        | Akten-Nr.              | Bild |
| --------------------- | ----------- | ----------------------------------- | ---------------------- | ---- |
| Großaich 1 (Standort) | Traidkasten | In Blockbau, Anfang 19. Jahrhundert | D-2-78-134-14 Wikidata | BW   |

### Höllgrub
| Lage                                       | Objekt     | Beschreibung                           | Akten-Nr.              | Bild |
| ------------------------------------------ | ---------- | -------------------------------------- | ---------------------- | ---- |
| Außerfeld, in der Flur Höllgrub (Standort) | Wegkapelle | Mit Ausstattung, Mitte 19. Jahrhundert | D-2-78-134-15 Wikidata | BW   |

### Pfarrholz
| Lage                    | Objekt             | Beschreibung                                                             | Akten-Nr.              | Bild    |
| ----------------------- | ------------------ | ------------------------------------------------------------------------ | ---------------------- | ------- |
| Kapelle (Standort)      | Kapelle            | mit Totenbrettern, nach Mitte 19. Jahrhundert                            | D-2-78-134-18 Wikidata | Kapelle |
| Pfarrholz 8 (Standort)  | Kleiner Waldlerhof | Mit Giebelschrot und Blockbau-Kniestock, zweites Viertel 19. Jahrhundert | D-2-78-134-17 Wikidata | BW      |
| Pfarrholz 10 (Standort) | Kleinbauernhaus    | Mit Blockbau-Giebel, Mitte 19. Jahrhundert                               | D-2-78-134-16 Wikidata | BW      |

### Rogendorf
| Lage                    | Objekt      | Beschreibung                                                                    | Akten-Nr.              | Bild        |
| ----------------------- | ----------- | ------------------------------------------------------------------------------- | ---------------------- | ----------- |
| Rogendorf 12 (Standort) | Ortskapelle | Mit Holzvorbau, erste Hälfte 19. Jahrhundert; mit Totenbrettern und Ausstattung | D-2-78-134-19 Wikidata | Ortskapelle |

### Rosenhof
| Lage                  | Objekt    | Beschreibung                                                                                       | Akten-Nr.              | Bild      |
| --------------------- | --------- | -------------------------------------------------------------------------------------------------- | ---------------------- | --------- |
| Rosenhof 1 (Standort) | Einzelhof | Stattlicher Wohnteil mit Flachdach, verputzter, im Giebel offener Blockbau, Anfang 19. Jahrhundert | D-2-78-134-21 Wikidata | Einzelhof |

### Schwarzenstein
| Lage                        | Objekt      | Beschreibung                                                        | Akten-Nr.              | Bild |
| --------------------------- | ----------- | ------------------------------------------------------------------- | ---------------------- | ---- |
| Schwarzenstein 1 (Standort) | Traidkasten | Zum Hof gehöriger kleiner Blockbau-Traidkasten, 18./19. Jahrhundert | D-2-78-134-22 Wikidata | BW   |

### Uttendorf
| Lage                   | Objekt        | Beschreibung | Akten-Nr.              | Bild          |
| ---------------------- | ------------- | --- | ---------------------- | ------------- |
| Uttendorf 2 (Standort) | Wohnstallhaus | Obergeschoss-Blockbau mit umlaufendem Bretterschrot und geschnitzten Säulen, Sturz der Haustür bezeichnet mit 1850, der Bau wohl Ende 18. Jahrhundert | D-2-78-134-24 Wikidata | Wohnstallhaus |

## Ehemalige Baudenkmäler
In diesem Abschnitt sind Objekte aufgeführt, die früher einmal in der Denkmalliste eingetragen waren, jetzt aber nicht mehr. Objekte, die in anderem Zusammenhang also z. B. als Teil eines Baudenkmals weiter eingetragen sind, sollen hier nicht aufgeführt werden. Aktennummern in diesem Abschnitt sind ehemalige, jetzt nicht mehr gültige Aktennummern.

| Lage                     | Objekt     | Beschreibung                                                                  | Akten-Nr.              | Bild |
| ------------------------ | ---------- | ----------------------------------------------------------------------------- | ---------------------- | ---- |
| Frommried 1 a (Standort) | Bauernhaus | Zweigeschossiger Blockbau, im Kern 17. Jahrhundert, später massiv verbreitert | D-2-78-134-13 Wikidata | BW   |